# TPI台灣練習生
TPI 台灣練習生 (Taiwan Playground Idol) 是一個台灣練習生團體，由F.I.R.飛兒樂團的吉他手阿沁成立。從2014年2月甄選一期生，每半年甄選一次練習生；2014年8月2日於西門町武昌誠品廣場前甄選第二屆練習生，2015年2月7日於信義威秀廣場甄選第3屆練習生，2015年8月9日於ATT SHOW BOX舉辦夏季總評比演唱會並甄選第4屆練習生。

## 外部連結
- TPI台灣練習生的Wix網站 （页面存档备份，存于）
- TPI台灣練習生夢幻遊樂園Wix網站 （页面存档备份，存于）
- TPI台灣練習生的線上商店app （页面存档备份，存于）
- TPI台灣練習生的Facebook專頁
- TPI台灣練習生的Instagram帳戶

- TPI Entertainment的Facebook專頁
- TPI Entertainment的Youtube官方頻道
- TPI Entertainment的KKTIX售票平台 （页面存档备份，存于）